# Вступление Черногории в Европейский союз
Отношения между ЕС и Черногорией были установлены сразу после создания государства в 2006 году. Государственный Союз Сербии и Черногории начал процесс присоединения к ЕС в ноябре 2005 года с переговоров по возможности присоединения страны к процессу стабилизации и ассоциации. В мае 2006 года Черногория провела референдум о независимости, стала суверенным государством и начала собственные переговоры с ЕС в сентябре 2006. 15 октября 2007 года было подписано Соглашение о стабилизации и ассоциации. В 2010 страна получила официальный статус страны-кандидата. С тех пор страна приводит своё законодательство в соответствие с требованиями Евросоюза.
В опубликованной в феврале 2018 года стратегии ЕС отмечалось, что Черногория наряду с Сербией являются фаворитами, которые могут быть «потенциально готовы» к вступлению в ЕС в 2025 году.

## История
Черногория — кандидат на вступление в ЕС. Её европейские перспективы были подтверждены Советом в июне 2006 после признания всеми государствами ЕС независимости страны. 15 сентября был установлен политический диалог между правительством Черногории и институтами ЕС. 15 октября 2007 года Черногория подписала Соглашение о стабилизации и ассоциации и Временное соглашение по вопросам торговли. Первое вступило в силу 1 мая 2010 года, второе — 1 января 2008. Временное соглашение позволило Черногории и ЕС применять положения Соглашения об ассоциации, которое в то время ещё проходило процедуру ратификации.
В январе 2008 года между сторонами вступил в силу договор о реадмиссии. Тогда же было подписано соглашение об отмене виз между Черногорией и Шенгенским пространством. Своё практическое приложение оно получило в декабре 2009 года, когда граждане Черногории получили право въезжать в страны Шенгенского соглашения без виз.
15 декабря 2008 года Черногория официально подала заявку на вступление в ЕС. 22 июля 2009 года европейский комиссар по вопросам расширения Олли Рен передал черногорским властям Опросный лист, задача которого — помочь подготовить доклад о готовности страны выполнять обязательства, налагаемые на членов ЕС. Опросный лист состоял из 2 178 вопросов, относящихся ко всем областям европейского законодательства и Копенгагенским критериям. Ответы на вопросы должны стать основой для решения Еврокомиссии о перспективе членства Черногории.. 9 декабря премьер-министр Мило Джуканович направил в Европейскую комиссию ответы на поставленные вопросы.
9 ноября 2010 года Европейская комиссия рекомендовала дать Черногории статус страны-кандидата, отметив достижения государства, необходимые для начала официальных переговоров о членстве. 17 декабря 2010 Черногория получила официальный статус кандидата в ЕС. В декабре 2011 был начат процесс присоединения с целью запустить переговоры с Черногорией в июне 2012 года. 29 июня 2012 переговоры начались.
10 октября 2012 года Европейская комиссия опубликовала очередной доклад о Черногории — первый доклад после начала переговоров. Комиссия заключила, что страна продолжает создавать функционирующую рыночную экономику, соответствует политическим критериям для кандидатов и повышает свои возможности принимать на себя обязанности членства в ЕС.
18 декабря 2012 года Черногория открыла и закрыла (выполнила) 25 главу «Наука и исследования». 15 апреля 2013 года страна закрыла 26 главу «Образование и культура». 20 июня 2017 года Черногория продолжила закрытие 30 главой «Внешние связи».
Европейский союз — главный торговый партнёр Черногории. В 2009 году более 40 % импорта в страну и 48 % экспорта были связаны с ЕС. Черногория получает финансовую помощь союза с 1998 года. С 1998 до 2006 года Черногория получила 277,2 миллиона евро, а за период 2007—2013 годов через Инструмент для подготовки к вступлению 235,7 миллиона евро. Инструмент для подготовки к вступлению способствует реформам в контексте европейской интеграции, направленным на повышение эффективности институтов, введение в национальное законодательство европейских норм, улучшение социально-экономической ситуации, а также защиту окружающей среды. Соглашение об ассоциации позволяет Черногории участвовать в программах союза. В 2007—2013 страна участвовала в трёх: седьмой рамочной Программе по исследованиям и технологическому развитию, Программе предпринимательства и инноваций и Программе по культуре.
Социологический опрос, проведённый в августе 2013 года «Евробарометром», показал, что большинство граждан Черногории одобряют членство страны в ЕС, но с весны 2013 года количество сторонников ЕС стало меньше 50 %. 44 % (-11 % в сравнении с предыдущим опросом) одобряют вступление в ЕС, 17 % (не изменилось) не одобряют, а 33 % (+11 %) считают, что вступление в ЕС — это и не хорошо, и не плохо. Однако большинство опрошенных уверены, что страна получит выгоду от вступления (54 %), 30 % имеют противоположное мнение (+5 % по сравнению с предыдущим опросом).
5 июня 2017 года Черногория официально стала членом НАТО.

## Одностороннее введение евро
У Черногории нет национальной валюты. В составе Государственного Союза Сербии и Черногории официальной валютой был югославский динар. В ноябре 1999 правительство Черногории в одностороннем порядке ввело в обращение наравне с динаром немецкую марку. 1 января 2001 года динар официально перестал быть законным платёжным средством в Черногории. После замены немецкой марки на евро Черногория стала использовать евро. Европейская комиссия и ЕЦБ заявили, что подобное одностороннее введение евро не соответствует сложившейся процедуре и европейскому законодательству. ЕС настаивает на строгой приверженности Маастрихтским критериям (например, участие в течение двух лет в Европейском механизме обменных курсов). До сих пор не решён вопрос, необходимо ли Черногории отказаться от евро и ввести собственную валюту для вступления в ЕС, а затем в Еврозону.

## Процесс переговоров
| Главы                                                                     | Оценка на начало переговоров       | Глава открыта | Глава закрыта |
| ------------------------------------------------------------------------- | ---------------------------------- | ------------- | ------------- |
| 1. Свободное перемещение товаров                                          | Необходимы значительные реформы    | 2017-06-20    | -             |
| 2. Свободное перемещение рабочей силы                                     | Необходимы дальнейшие реформы      | 2017-12-11    | -             |
| 3. Свобода учреждения и движения услуг                                    | Необходимы дальнейшие реформы      | 2017-12-11    | -             |
| 4. Свободное перемещение капиталов                                        | Необходимы дальнейшие реформы      | 2014-06-24    | -             |
| 5. Государственные закупки                                                | Необходимы дальнейшие реформы      | 2013-12-18    | -             |
| 6. Корпоративное право                                                    | Необходимы дальнейшие реформы      | 2013-12-18    | -             |
| 7. Право интеллектуальной собственности                                   | Необходимы значительные реформы    | 2014-03-31    | 2024-12-16    |
| 8. Политика конкуренции                                                   | Необходимы дальнейшие реформы      | 2020-06-30    | -             |
| 9. Финансовые услуги                                                      | Необходимы дальнейшие реформы      | 2015-06-22    | -             |
| 10. Информационное общество и СМИ                                         | Необходимы дальнейшие реформы      | 2014-03-31    | 2024-12-16    |
| 11. Сельское хозяйство и развитие сельских территорий                     | Необходимы значительные реформы    | 2016-12-13    | -             |
| 12. Безопасность пищевых продуктов, ветеринария и фитосанитарная политика | Необходимы значительные реформы    | 2016-06-30    | -             |
| 13. Рыболовство                                                           | Необходимы значительные реформы    | 2016-06-30    | -             |
| 14. Транспортная политика                                                 | Необходимы дальнейшие реформы      | 2015-12-21    | -             |
| 15. Энергетика                                                            | Необходимы дальнейшие реформы      | 2015-12-21    | -             |
| 16. Налогообложение                                                       | Нет серьёзных проблем              | 2015-03-30    | -             |
| 17. Экономическая и монетарная политика                                   | Необходимы дальнейшие реформы      | 2018-06-25    | -             |
| 18. Статистика                                                            | Необходимы значительные реформы    | 2014-12-16    | -             |
| 19. Социальная политика и занятость                                       | Необходимы значительные реформы    | 2016-12-13    | -             |
| 20. Промышленная политика и предпринимательство                           | Нет серьёзных проблем              | 2013-12-18    | 2024-12-16    |
| 21. Трансъевропейские сети                                                | Необходимы дальнейшие реформы      | 2015-06-22    | -             |
| 22. Региональная политика и координация структурных инструментов          | Необходимы значительные реформы    | 2017-06-20    | -             |
| 23. Суд и основные права                                                  | Необходимы значительные реформы    | 2013-12-18    | -             |
| 24. Правосудие, свобода и безопасность                                    | Необходимы значительные реформы    | 2013-12-18    | -             |
| 25. Наука и исследования                                                  | Нет серьёзных проблем              | 2012-12-18    | 2012-12-18    |
| 26. Образование и культура                                                | Нет серьёзных проблем              | 2013-04-15    | 2013-04-15    |
| 27. Окружающая среда и изменение климата                                  | Полная несовместимость с правом ЕС | 2018-12-10    | -             |
| 28. Защита прав потребителей и здравоохранение                            | Необходимы дальнейшие реформы      | 2014-12-16    | -             |
| 29. Таможенный союз                                                       | Нет серьёзных проблем              | 2014-12-16    | -             |
| 30. Внешние связи                                                         | Нет серьёзных проблем              | 2015-03-30    | 2017-06-20    |
| 31. Иностранная политика, политика обороны и безопасности                 | Нет серьёзных проблем              | 2014-06-24    | -             |
| 32. Финансовый контроль                                                   | Необходимы значительные реформы    | 2014-06-24    | -             |
| 33. Бюджетные вопросы                                                     | Нет серьёзных проблем              | 2014-12-16    | -             |
| 34. Институты                                                             | Нет                                | -             | -             |
| 35. Другие вопросы                                                        | Нет                                | -             | -             |
| Прогресс                                                                  |                                    | 33 из 33      | 6 из 33       |